# ジャガーネコ

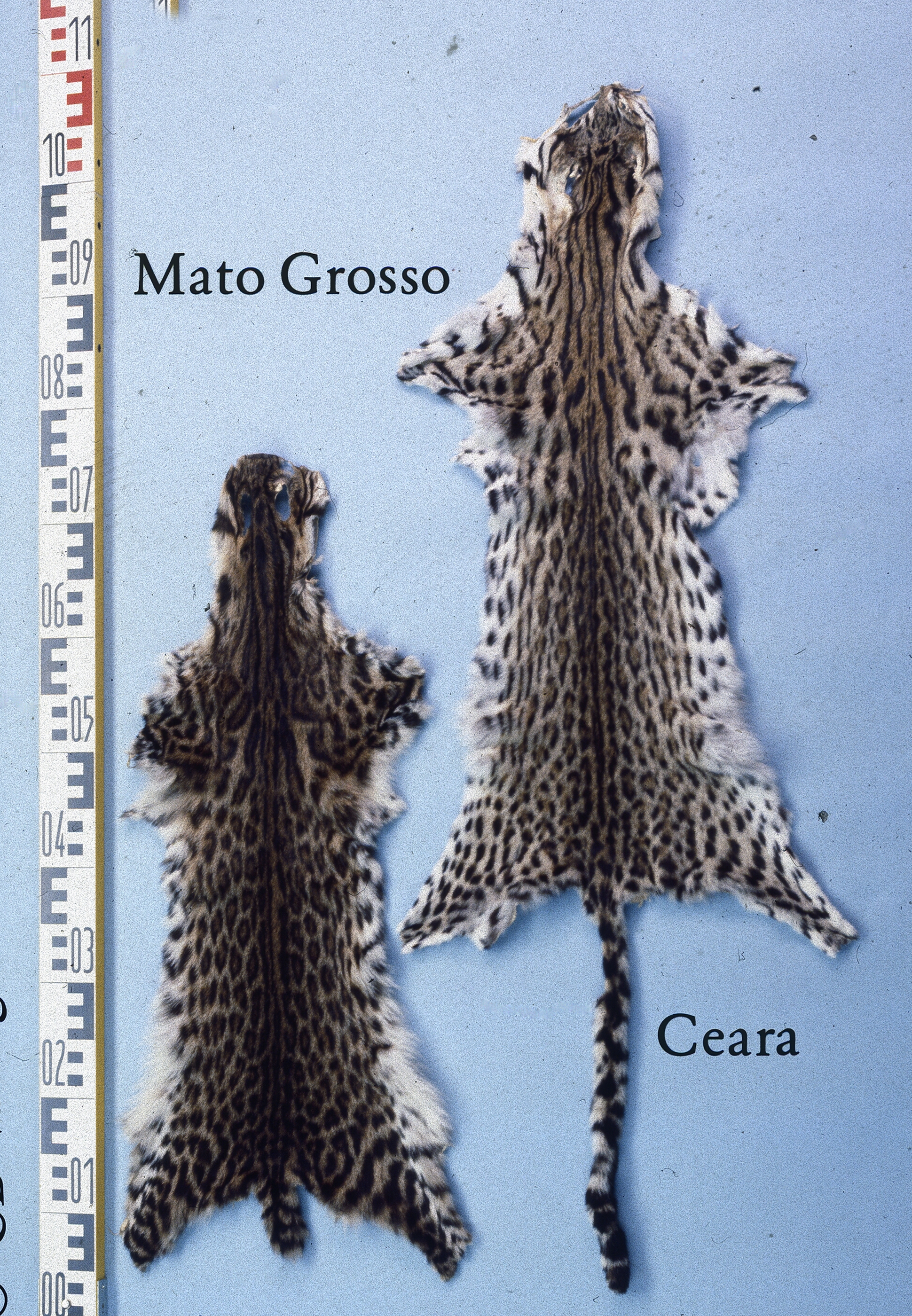
ジャガーネコの毛皮。その美しい毛並みから、ジャガーネコはしばしば毛皮のために狩猟の対象となる。

ジャガーネコ（Leopardus tigrinus）は、哺乳綱食肉目ネコ科オセロット属に分類される食肉類。別名タイガーキャット、オンキラ。
オセロットやマーゲイと分類学的に非常に近く、身体の模様などが類似するが、華奢でより小型である。毛皮が美しいため乱獲され、現在絶滅の危機に瀕している。
イエネコとの間に繁殖能力のない雑種をつくることができる。この雑種は毛色がジョフロイネコやコドコドとよく似ている。
遺伝子的研究などにより、ミナミジャガーネコ（Leopardus guttulus）など複数の種に分割する説もある。

## 分布
主にコスタリカからアルゼンチン北部までに分布すると考えられているが、それぞれの生息地間に隔たりがあり、正確な分布は分かっていない。雲霧林に生息する傾向が強い。また、マーゲイやオセロットに比べて標高の高い所にも生息し、コロンビアの標高4500メートルの高地や、エクアドルのアンデス山脈高地や、ブラジルの高地にある亜熱帯林で見られる。その他、低木地やカンポ・セラードでもその生息が確認されている。

## 形態
体長（頭胴長）34–56センチメートル、尾長22–33センチメートル、体重1.5–3キログラム。メスはオスより小柄。イエネコより若干大きいが体重は軽い 。鼻鏡はピンク色で、虹彩は薄茶色または金色である。体背面の被毛の地色は明るい黄褐色で、背面や側面に斑紋（バラ斑）が縦方向に並ぶ。腹は色が淡く、暗色の斑点がある。尾には10–11本の縞が並び、先端は黒い。耳は丸く、耳の後ろは黒く眼状紋（虎耳状斑）がある。首の両脇を二対の黒い線が縞状に走る。毛色には個体差があり、ベネズエラ北部ではしばしば黒変種が見られる。
外見はオセロットやマーゲイによく似ているが、より小柄で体格が細く、鼻口部が狭い。またマーゲイより尾が小さめで体の花状斑が小さく、毛がやや荒いが、小さなマーゲイはジャガーネコとほぼ同じ大きさであるため両者はよく混同される。

## 生態
ジャガーネコはおもに陸上で生活するが純粋な森林生活者であり、マーゲイほどではないが木登りがとても上手く、短い距離なら木の側面を頭を下にして駆け降りることもできる。小型の哺乳類、トカゲ類、鳥類、大型昆虫などを食料とする。場所によってはアマガエルも食べる。普通は夜行性だが、ブラジルのカーチンガ(Caatinga)では昼行性のトカゲを捕食するため、日中に活動する傾向がある。
狩りでは獲物となる動物に遠くから忍び寄り、攻撃が届く範囲内に入ると一気に飛びかかって殺す。若いジャガーネコは自分と獲物との距離が近くなるとゴロゴロと喉を鳴らすところが観察されている。一方成熟したジャガーネコはさっさと狩りを終わらせる。
野生での繁殖習性はよく分かっていないが、決まった繁殖期は無いと考えられている。飼育下では74–76日の妊娠期間の後、1–2頭の子を出産する。

## 分類
2005年の分類では、以下の4亜種に分けられている。
Leopardus tigrinus tigrinus (Schreber, 1775)
ブラジル北東部、フランス領ギアナからベネズエラ東部にかけて。模式産地はカイエンヌ（フランス領ギアナ）。
体長38–65センチメートル、尾長21–34.5センチメートル、体重1.85–3.46キログラム。毛色は黄色から黄褐色。バラ斑は縁取りが開いた小さな模様か、黒班で形成される。乳頭は2対。開けた乾燥地に生息する。パンタナルネコとの交雑例が報告されている。
Leopardus tigrinus guttulus (Hensel, 1872)
アルゼンチン北部、ブラジル南部・南東部。おそらくはパラグアイにも分布。模式産地はリオグランデ・ド・スル州（ブラジル）。
体長46–59.1センチメートル、尾長21.2–31センチメートル、体重1.7–3.47キログラム。体形は比較的大型で、尾は比較的短い。毛色は赤みを帯びた黄色から黄褐色。バラ斑は比較的大きい。乳頭は2対。低地森林に生息する。ジョフロイネコとの交雑例が報告されている。
Leopardus tigrinus oncilla (Thomas, 1903)
コスタリカ。パナマにも分布する可能性がある。模式産地はイラス山（コスタリカ）。
体長50.5センチメートル、尾長24.5–29センチメートル。乳頭は1対。標高1000メートル以上の雲霧林か屈曲した森林（矮林）に生息し、3626メートルでの生息例もある。L. t. pardinoidesに近縁と考えられている。
Leopardus tigrinus pardinoides (Gray, 1867)
エクアドル、コロンビア、ベネズエラ西部。模式産地はボゴタ（コロンビア）。
体長42.2–54センチメートル、尾長24.5–34センチメートル、体重1.8–3.4キログラム。毛色は赤みを帯びた黄色から灰黄色。バラ斑は縁取りが強く、不定形ないし雲形で、しばしば合体する。乳頭は1対。アンデス地方の標高1500メートル以上、通常2000–3000メートルの雲霧林に生息し、4800メートル（コロンビア）での生息例もある。
2013年に遺伝子的研究によりブラジルの南北個体群間で遺伝子流動が見られないことが示され、南部・南東部の亜種をミナミジャガーネコL. guttulusとして分割する説が提唱された。2017年のIUCN/SSC Cat Specialist Groupによる分類体系でも2種とする説が受け入れられている。その他の亜種や個体群を独立種とする説もあるが、さらなる研究が必要とされIUCN/SSC Cat Specialist Groupによる分類体系では取り入れられていない。2017年に形態的研究によりブラジル北東部・中部の個体群をヒガシジャガーネコL. emiliaeとする説が提唱されている。2023年に発表されたミトコンドリアDNAによる系統解析によると、コスタリカとコロンビアの個体群は単系統群（＝L. pardinoides）を形成し、ミナミジャガーネコやヒガシジャガーネコ（この論文ではジャガーネコの亜種L. t. emiliaeとして扱われた）との共通祖先から239万年前に分岐したと推定されている。2024年に生態的研究によりミナミジャガーネコは低地森林、狭義の本種はサバンナに生息することが示され、雲霧林に生息する中央アメリカとアンデス山脈の個体群をL. pardinoides（clouded tiger-cat。亜種L. p. oncillaを含む）とする説が提唱されている。